# Federazione delle associazioni del commercio internazionale
La Federazione delle associazioni del commercio internazionale (FITA), creata nel 1984, è un'organizzazione commerciale internazionale con sede a Reston, Virginia e New York, New York, USA. È stata fondata per favorire il commercio internazionale cercando di rafforzare il ruolo delle associazioni locali, regionali, nazionali e globali con missioni internazionali.

## Mercato internazionale
Le organizzazioni collegate alla FITA, attraverso la loro appartenenza a un'associazione membro della FITA, rappresentano un campione del commercio internazionale e della comunità del import export : fabbricanti, aziende commerciali, imprenditori, spedizionieri, agenti doganali, aviolinee, compagnie di navigazione, autorità portuali, banche, broker assicurativi e assicuratori, associazioni e un'ampia gamma di fornitori di servizi che comprendono aziende di telecomunicazioni, studi legali e consulenti.

## Servizi on-line per il commercio internazionale
Il sito web della FITA, il Portale di commercio internazionale / Import-Export è una fonte di informazioni e risorse per operatori del commercio internazionale su Internet. Contiene link a siti web collegati al commercio internazionale, 500 offerte di lavoro e anche newsletter sul commercio internazionale.

## Indagini di mercato per il commercio internazionale
A giugno 2009, la Federazione delle associazioni del commercio internazionale ha firmato una partnership pubblico-privata con lo United States Commercial Service, la sezione dello Dipartimento del Commercio degli Stati Uniti (Department of Commerce, DoC) che si occupa della promozione del commercio, approvando in tal modo la pubblicazione degli studi di mercato di DoC su GlobalTrade.net. Ad agosto 2010, la FITA ha firmato un altro accordo PPP simile con UK Trade & Investment. Accordi simili sono in vigore con Hong Kong TDC, NASBITE International, la European International Business Academy e altre associazioni.